# Barbora Gambová
Barbora Gambová (ur. 7 marca 1992 w Przerowie) – czeska siatkarka, grająca na pozycji przyjmującej. Od sezonu 2019/2020 występuje we francuskiej drużynie Quimper Volley 29.

## Sukcesy klubowe
Puchar Czech:
- 2014, 2015[2], 2016

Mistrzostwo Czech:
- 2014[3], 2015, 2016, 2017

## Sukcesy reprezentacyjne
Mistrzostwa Europy Juniorek:
- 2010